# Eleições legislativas de Portugal

Bandeira oficial da Assembleia da República Portuguesa, criada já no séc. XXI.

Em Portugal, as eleições legislativas, também designadas atualmente de eleições para a Assembleia da República são as eleições que definem os 230 deputados para a Assembleia da República, câmara legislativa portuguesa (parlamento), para um mandato de quatro anos em listas apresentadas pelos partidos.
Sendo Portugal uma democracia representativa, a escolha dos 230 deputados à Assembleia da República é feita por voto pessoal, direto, presencial, secreto e universal de todos os cidadãos recenseados, utilizando o sistema de representação proporcional, fazendo-se depois a conversão em mandatos de acordo com o método de Hondt. Existem 22 círculos eleitorais, 20 correspondentes ao território nacional e dois à emigração (Europa e Fora da Europa). Os eleitores portugueses não elegem diretamente os deputados pois votam em listas plurinominais, fechadas e bloqueadas de partidos políticos ou coligações, podendo estas listas conter cidadãos independentes (não militantes).
Fala-se às vezes de um escrutínio semiproporcional em oposição a um escrutínio totalmente proporcional em vigor em países como os Países Baixos. Com efeito, se o escrutínio é proporcional dentro de um círculo eleitoral ou circunscrição, ele não o é à escala do país. Assim, a diáspora portuguesa pode eleger apenas quatro deputados, embora conte com cerca de 1,5 milhões de cidadãos.
Segue-se uma lista de eleições para o parlamento de Portugal.

## Monarquia constitucional

### Cortes Gerais Extraordinárias e Constituintes da Nação Portugueza
1820 - 1836

### Cortes
1822

### Câmara dos Senhores Deputados da Nação Portugueza

#### Durante a vigência da Carta Constitucional da Monarquia Portuguesa de 1826
1826 - 1834 - Jul.1836 - Nov.1836 - 1842 - 1845 - 1847 - 1851 - 1852 - 1856 - 1858 - 1860 - 1861 - 1864 - 1865 - 1868 - 1869 - Mar.1870 - Set.1870 - 1871 - 1874 - 1878 - 1879 - 1881 - 1884 - 1887 - 1889 - 1890 - 1892 - 1894 - 1895 - 1897 - 1899 - 1900 - 1901 - 26/06/1904 - 12/02/1905 - 29/04/1906 - Ago.1906 - 1908 - 1910

#### Durante a vigência da Constituição Política da Monarquia Portuguesa de 1838
1838 - 1840

### Partidos mais votados por ato eleitoral
| Cart. |
| +Mig. |

| PH+  |
| PReg |

| PH+  |
| PReg |

| PA+  |
| PRef |

| PH+  |
| PReg |

| PA+  |
| PRef |

| PH+  |
| PReg |

## Primeira República
Durante a Primeira República, o direito de voto era fortemente limitado, e o sistema eleitoral, incluindo o desenho dos círculos eleitorais, foi estruturado de forma a diminuir o peso político das regiões rurais.
| ano  | afl.  | 1.º partido | 1.º partido | 1.º partido | 1.º partido | 1.º partido | 2.º partido | 2.º partido | 2.º partido | 2.º partido | 2.º partido | 3.º partido | 3.º partido | 3.º partido | 3.º partido | 3.º partido | obs.         |
| ano  | afl.  |             |             | %           | D           | S           |             |             | %           | D           | S           |             |             | %           | D           | S           | obs.         |
| ---- | ----- | ----------- | ----------- | ----------- | ----------- | ----------- | ----------- | ----------- | ----------- | ----------- | ----------- | ----------- | ----------- | ----------- | ----------- | ----------- | ------------ |
| 1911 | 57,4% |             | PRP         | 84,0%       | 229         | —           |             | PSP         | 09,0%       | 02          | —           | —           | —           | —           | —           | —           | Constituinte |
| 1913 | 37,8% |             | PD          | 44,0%       | 068         | 24          |             | PRE         | 27,0%       | 41          | 16          |             | PUR         | 24,0%       | 36          | 18          |              |
| 1915 | 59,9% |             | PD          | 63,0%       | 106         | 45          |             | PRE         | 22,0%       | 26          | 09          |             | PUR         | 15,0%       | 15          | 11          |              |
| 1918 | 36,0% |             | PNR         | 70,0%       | 108         | 32          |             | CM          | 24,0%       | 37          | 10          |             | CCP         | 06,0%       | 05          | 01          | Sidonismo    |
| 1919 | 60,0% |             | PD          | 55,0%       | 096         | 45          |             | PRE         | 22,0%       | 38          | 27          |             | PUR         | 10,0%       | 17          | 0           |              |
| 1921 | 63,6% |             | PLR         | 50,0%       | 079         | 32          |             | PD          | 30,0%       | 54          | 22          |             | PRRN        | 15,0%       | 12          | 07          |              |
| 1922 | 69,1% |             | PD          | 47,0%       | 074         | 37          |             | PLR         | 21,0%       | 45          | 10          |             | PRRN        | 11,0%       | 17          | 10          |              |
| 1925 | 71,0% |             | PD          | 53,0%       | 083         | 93          |             | PRN         | 23,0%       | 33          | 08          |             | CM          | 04,0%       | 08          | 06          |              |

## Estado Novo
Durante o Estado Novo, mantiveram-se as restrições ao direito de voto herdadas da Primeira República. Apesar de se verificar uma abertura gradual do regime, esta nunca conduziu à implementação de um sufrágio verdadeiramente universal. Contudo, foi durante o Estado Novo, em 1931, que as mulheres portuguesas viram reconhecido, pela primeira vez, o direito de voto — ainda que de forma bastante limitada. 
O Estado Novo restringia o direito de votos a quem potencialmente não votasse neles. "Segundo a legislação eleitoral, podiam votar  os  homens  maiores  de  21  anos,  chefes  de  família,  que  soubessem  ler  e  escrever  e contribuíssem com um determinado valor para o Estado, bem como um número muito restrito de mulheres que fossem chefes de família, tivessem curso geral dos liceus ou curso superior ou contribuíssem  com  uma  determinada  quantia  para  o  Estado". Favorecia "eleitores de reconhecida idoneidade política" e excluía oposicionistas, analfabetos, pessoas de menores rendimentos e escolaridade, e muitas mulheres.
O Estado Novo, marcado por um forte sentimento antiparlamentar e antipartidos, dificultou a participação da oposição nos cadernos eleitorais. Em alternativa, o regime preferia a integração de deputados independentes na lista da União Nacional e, depois de 1970, a Ação Nacional Popular.
A substituição de Oliveira Salazar por Marcelo Caetano não entregaria as prometidas mudanças de abertura. Em 1969, o sufrágio é alargado “às mulheres que soubessem ler e escrever”. CDE e CEUD concorrem às eleições. Mas a censura ao material de campanha e fraude organizada continuaram, e voltou a ganhar a União Nacional.
| ano  | afl.  | 1.º partido | 1.º partido | 1.º partido | 1.º partido | 2.º partido | 2.º partido | 2.º partido | 2.º partido | 3.º partido | 3.º partido | 3.º partido | 3.º partido | 4.º partido | 4.º partido | 4.º partido | 4.º partido | obs.              |
| ano  | afl.  |             |             | %           | D           |             |             | %           | D           |             |             | %           | D           |             |             | %           | D           | obs.              |
| ---- | ----- | ----------- | ----------- | ----------- | ----------- | ----------- | ----------- | ----------- | ----------- | ----------- | ----------- | ----------- | ----------- | ----------- | ----------- | ----------- | ----------- | ----------------- |
| 1934 | 80,2% |             | UN          | 100,0%      | 090         |             |             |             |             |             |             |             |             |             |             |             |             | partido único     |
| 1938 | 84,0% |             | UN          | 100,0%      | 090         |             |             |             |             |             |             |             |             |             |             |             |             | partido único     |
| 1942 | 86,6% |             | UN          | 100,0%      | 090         |             |             |             |             |             |             |             |             |             |             |             |             | partido único     |
| 1945 | 53,8% |             | UN          | 100,0%      | 120         |             |             |             |             |             |             |             |             |             |             |             |             | oposição desistiu |
| 1949 | 75,8% |             | UN          | 097,1%      | 120         |             | AI          | 2,9%        | 0           |             | R           | 2,9%        | 0           |             |             |             |             |                   |
| 1953 | 68,2% |             | UN          | 085,7%      | 120         |             | op.         | 14,3%       | 0           |             |             |             |             |             |             |             |             |                   |
| 1957 | 70,4% |             | UN          | 087,9%      | 120         |             | op.         | 12,1%       | 0           |             |             |             |             |             |             |             |             |                   |
| 1961 | 74,0% |             | UN          | 100,0%      | 130         |             |             |             |             |             |             |             |             |             |             |             |             | oposição desistiu |
| 1965 | 73,6% |             | UN          | ?           | 130         |             | LSD         | ?           | 0           |             |             |             |             |             |             |             |             |                   |
| 1969 | 62,5% |             | UN          | 088,0%      | 130         |             | CDE         | 10,3%       | 0           |             | CEUD        | 1,5%        | 0           |             | CEM         | 0,1%        | 0           |                   |
| 1973 | 66,4% |             | ANP         | 100,0%      | 150         |             |             |             |             |             |             |             |             |             |             |             |             | oposição desistiu |

## Democracia
| POUS |
| +PST |

| MIRN+  |
| PDC+FN |

| UDP+ |
| PSR  |